# Нереди поводом параде поноса 2010.
Септембра, 2010. године организатори су најавили одржавање параде поноса 10.10. 2010. Према плану, окупљање треба да започне у парку Мањеж, одакле ће се поворка кретати Немањином улицом до зграде Владе Србије, а затим Улицом кнеза Милоша. Журка након поворке биће одржана у СКЦ-у. Скуп су подржали председник Борис Тадић, министар полиције, Ивица Дачић, председница Скупштине, Славица Ђукић-Дејановић, а министар за људска и мањинска права, Светозар Чиплић је најавио лично присуство, као и државни секретар за људска и мањинска права, Марко Караџић, који је и 2009. године био један од најјачих гласова подршке поворци поноса.

### Одржавање параде
Парада је, као што је и најављено, одржана 10. октобра 2010. године, са почетком у 10 часова у парку Мањеж у Београду, где се окупило више од 1000 учесника и учесница параде поноса. Скуп је отворио шеф делегације ЕУ, Винсент Дежер. Скупу су се, поред организатора, обратили и министар за људска и мањинска права, Светозар Чиплић, шеф делегације ОЕБС-а, Димитриос Купреос и амбасадор Савета Европе у Србији, Константинос Јерокостопулос. Скупу су присуствовале личности из политичког и јавног живота, као што су Мирјана Карановић, Никола Којо, Чедомир Јовановић, Жарко Кораћ, Миљенко Дерета, Марко Караџић, Вукашин Обрадовић, Петар Антић, као и амбасадорка САД-а, Мери Ворлик.
Поворка поноса, са великим транспарентом „Можемо заједно“ и бројним заставама дугиних боја, кренула је у 11:30 од парка Мањеж преко Немањине, Кнеза Милоша и Масарикове до СКЦ-а, где је организована журка, која је завршена у 13:30, раније него што је предвиђено.

### Безбедност и немири
Претње учесницама и учесницама параде појавиле су се након објављивања планова да се парада одржи. У претњама које су долазиле од разних организација позивало се на физички обрачун и линч учесника и учесница.
Безбедност учесника и учесница параде, међу којима је било и дипломатских представника и представница, гарантовале су полицијске снаге које су у великом броју биле распоређене око места одржавања скупа и шетње.
С друге стране, 6.500 противника параде изазвало је нереде у Београду, нападом на полицију и поједине зграде. Током немира противници параде су напали зграду Демократске странке и Социјалистичке партије Србије, зграду РТС-а, покретни мамограф, као и бројне продавнице у центру Београда, из којих је покрадена роба. Сукоб са полицијом је смирен око 14 часова.
Током нереда повређена су 132 полицајца и 25 грађана, а ухапшено је 249 особа, од којих је чак око 60% из унутрашњости Србије. Ова чињеница је оцењена као знак лоше организације догађаја. Чедомир Јовановић је изјавио „То су практично биле паравојне формације са јасним плановима и са сценаријом који превазилази оно што смо ми планирали 5. октобра 2000. године“. Одговарајући на саопштења појединих странака да су нереди израз незадовољства због економског стања у друштву, Јовановић је рекао: „То што се јуче десило нема никакве везе са празним новчаницима демонстраната. Они су јуче имали и материјалне трошкове - дошли су организовано у Београд, са скутера су нападали полицију.“

### Реакције
Лазар Павловић из Геј-стрејт алијансе оценио је да је битно да је парада поноса одржана након 10 година од првог покушаја: „Оно што се паралелно догађало на улицама Београда показује колико се заправо неке снаге имају своје војнике на улицама још увек нису поражене. Ако треба кренути у борбу против тога то је управо данас, ако се већ до сада није радило на томе.“
Већина представника и представница Демократске странке су оценили/е да су немири осмишљени како би се нарушио мир, стабилности и демократски поредак Портпаролка ДС-а, Јелена Триван је изјавила:
То очигледно нема никакве везе са њиховим ставом према паради. То су хулиганске банде које се понашају по истом обрасцу, било да је реч о фудбалској утакмици или идеолошком протесту. То су хулигани, а не борци за било какве моралне вредности или начела, и као такви морају да буду строго кажњени. — 
С друге стране, градоначелник Београда и члан ДС-а, Драган Ђилас нагласио је да је начињена велика материјална штета, при чему је оценио да парада поноса неће донети ништа добро организаторима. Ђилас је, такође апеловао на организаторе геј параде рекавши да „без обзира каква права имају, да не организују манифестације које доводе до оваквих ствари“.
Министар Чиплић је у реакцији на насиље рекао да је важно да је „парада успела“, чиме се показало да је „Србија слободна земља“, што је оценио и као „коначни пораз“ хулигана.